# Zequinha
José Ferreira Franco, meglio noto come Zequinha (Recife, 18 novembre 1934 – Olinda, 26 luglio 2009), è stato un calciatore brasiliano di ruolo centrocampista, campione del mondo nel 1962 con la Nazionale brasiliana.

## Carriera

### Club
Zequinha iniziò la sua carriera nel 1954 nelle file dell'Auto Esporte, per poi trasferirsi l'anno seguente al Santa Cruz con cui vinse un Campionato Pernambucano. Dal 1956 al 1968, esclusa una breve parentesi nella Fluminense nel 1965, giocò per il Palmeiras, con cui conquistò tre Campionati Paulisti e un Torneo Rio-San Paolo. Lasciato il Palmeiras si trasferì all'Atlético Paranaense prima e al Náutico poi, dove decise di concludere la carriera.

### Nazionale
Zequinha conta 16 presenze con la Nazionale brasiliana, con cui esordì il 29 giugno 1960 contro il Cile (4-0). Ha fatto parte della selezione che vinse i Mondiali 1962, dove però non scese mai in campo. La sua ultima partecipazione nel 1971 fu nell'amichevole Brasile-Jugoslavia, partita di addio di Pelé alla nazionale carioca.

## Palmarès

### Club
- Campionato Pernambucano: 1

Santa Cruz: 1957
- Campionato paulista: 3

Palmeiras: 1959, 1963, 1966
- Torneo Rio-San Paolo: 1

Palmeiras: 1965

### Nazionale
- Campionato mondiale: 1

Cile 1962